# Zuoz
Zuoz (föråldrad tysk namnform Zutz) är en ort och kommun i regionen Maloja i kantonen Graubünden, Schweiz. Kommunen har 1 218 invånare (2023). Den ligger i nedre delen av dalen Oberengadin (Engiadin'Ota) och har en station på Rhätische Bahn. Den omnämndes första gången omkring 840 som Zuzes.

## Språk
Det traditionella språket i Zuoz är det rätoromanska idiomet puter. Så sent som vid slutet av 1800-talet hade nästan hela befolkningen detta språk som modersmål. Antalet rätoromansktalande har sedan dess hållit sig tämligen konstant, men deras andel av totalbefolkningen har sjunkit kraftigt, som en följd av stor inflyttning. Vid folkräkningen 2000 uppgav endast en fjärdedel rätoromanska som förstaspråk, över hälften tyska. Skolundervisningsspråket är dock alltjämt rätoromanska.

## Religion
Kyrkan i Zuoz blev reformert 1554. Som en följd av den stora inflyttningen är dock mer än halva befolkningen numera katoliker, och de har sedan 1901 återigen en egen församling.